# Северий (епископ Праги)

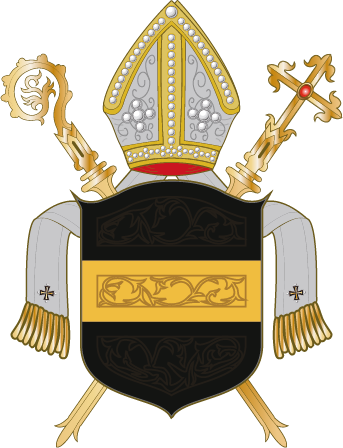

Северий (нем. Severus; чеш. Šebíř; ? — 9 декабря 1067, Прага) — богемский церковный деятель, бенедиктинец, католический священник, епископ Пражский (1031—1067).

## Биография
Родился в чешской дворянской семье. В молодости служил капелланом при дворе князя Чехии Ольдржиха. Позже вступил в орден бенедиктинцев, был монахом Бржевновского монастыря.

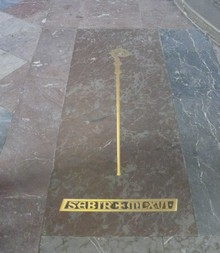
Надгробная плита Северия в Соборе Святого Вита

После смерти пражского епископа Гиза при поддержке князя Ольдржиха был избран епископом Праги.
Из-за конфликта между императором Генрихом III и чешским князем Ольдржихом инвеституру получил только год спустя.
После смерти его покровителя князя Ольдржиха в 1034 г. на трон взошёл его сын, князь Бржетислав I (1034–1055), который безуспешно стремился возвести Прагу в архиепископство. Кроме того, Бржетислав желал восстановить былую славу Чешского княжества и независимость от Германской империи. В 1038 и 1039 годах Бржетислав совершил нападения на Польшу, в экспедиции пришлось участвовать епископу Северию. Поход на Польшу завершился взятием Гнезно и изъятием останков чешского мученика св. Войтеха и других реликвий, многих серебряных предметов. Их торжественно привезли в Прагу 25 августа 1039 года. Этот день отмечался в Чешской Церкви вплоть до XX века как праздник перенесения останков св. Войтеха.
После вторжения Северий планировал включить Силезию в состав своей епархии и предпринял в Риме попытки получить мантию архиепископа. В 1039 году Северин основал монастырь в Сазаве. В 1058 году началось строительство нового собора в Праге.